# Eccidio delle Reggiane
L'eccidio delle Reggiane fu un fatto di sangue avvenuto il 28 luglio 1943 presso le Officine Meccaniche Reggiane a Reggio nell'Emilia. Nel corso di una manifestazione pacifista degli operai dello stabilimento, un plotone di bersaglieri del Regio Esercito aprì il fuoco sui dimostranti uccidendone 9 e ferendone una cinquantina. 

## Antefatti
A seguito della caduta del fascismo, il 25 luglio 1943, e la nomina del maresciallo Pietro Badoglio a capo del nuovo governo, scoppiarono in tutta Italia manifestazioni popolari a sostegno della monarchia e dell'esercito. Nella stessa giornata a Reggio nell'Emilia si segnalò un corteo che inneggiava al re Vittorio Emanuele III e a Badoglio e che terminò davanti alla prefettura dove i manifestanti chiesero la liberazione dal locale carcere di San Tomaso dei detenuti politici.
Il giorno seguente gli operai delle Reggiane, la principale realtà industriale della provincia con oltre 12.000 lavoratori, entrarono in sciopero contro la guerra e la presenza militare tedesca in Italia. Nella stessa giornata il Capo di stato maggiore del Regio Esercito generale Mario Roatta emanò una circolare che autorizzava la repressione con il massimo della forza di ogni manifestazione che avesse turbato l'ordine pubblico.

## L'eccidio
La mattina del 28 luglio gli operai delle Reggiane, una volta entrati nello stabilimento, proclamarono lo sciopero contro la guerra e decisero di sfilare per le vie della città. Il corteo, ingrossatosi rapidamente, era composto da lavoratori disarmati che inneggiavano al re e alla pace sventolando il Tricolore. A presidiare l'ingresso della fabbrica vi era un plotone di bersaglieri comandati da un tenente che, una volta trovatosi faccia a faccia con gli scioperanti, intimò loro di rientrare negli stabilimenti o avrebbe dato l'ordine di aprire il fuoco. Essendo disarmati e di propositi pacifici, gli operai continuarono ad avanzare lentamente verso l'uscita. 
Le dinamiche su come sia generato il massacro non sono mai state definitivamente appurate, ovvero se dai tetti della portineria alcune guardie giurate abbiano sparato alcuni colpi verso il corteo sottostante o il tutto sia partito dal plotone di guardia alla fabbrica. Improvvisamente l'ufficiale diede l'ordine di aprire il fuoco; tuttavia i bersaglieri del plotone esplosero solo alcuni colpi in aria facendo infuriare il tenente che abbassò la canna di una mitragliatrice verso gli operai. La raffica uccise nove manifestanti e ne ferì ventinove.

## Vittime
- Antonio Artioli
- Vincenzo Bellocchi
- Eugenio Fava
- Nello Ferretti
- Armando Grisendi
- Gino Menozzi
- Osvaldo Notari
- Domenica Secchi
- Angelo Tanzi

## Conseguenze
Nei giorni immediatamente successivi alla caduta del fascismo l'ordine pubblico in Italia fu mantenuto al prezzo di 65 morti, 269 feriti ed oltre 1.200 arresti. Nella stessa giornata dell'eccidio delle Reggiane la città di Bari fu teatro di un altro massacro perpetrato dall'esercito che costò la vita a 20 persone.

## Monumenti
Nel dopoguerra fu affissa sulla portineria delle Reggiane una lapide che ricorda i nove caduti delle Reggiane.

## Influenza culturale
- L'eccidio delle Reggiane è stato ricordato nel film I sette fratelli Cervi del 1968 con la regia di Gianni Puccini.